# 1981年イギリス国籍法
1981年イギリス国籍法（1981ねんイギリスこくせきほう、英語: British Nationality Act 1981）は1981年に制定され、1983年に施行されたイギリスの法律。イギリス国籍について定める。

## 歴史
1970年代、イギリス政府は1949年1月1日に発効した1948年国籍法の改正を検討するようになり、ジェームズ・キャラハン率いる労働党内閣は1977年にグリーンペーパーを発表して国籍法改革の選択肢を挙げた。1980年、保守党内閣は労働党のグリーンペーパーの後続としてホワイトペーパーを発表した（ホワイトペーパーの著者は内務大臣ウィリアム・ホワイトロー）。
1981年イギリス国籍法は1981年10月30日に女王の裁可を得て、1983年1月1日に施行された。与野党のうち、主要な政党は全て同法を支持した。
1981年以降、イギリス国籍法は下記の法律により改正された。
- 1983年イギリス国籍(フォークランド諸島)法（英語版） - フォークランド紛争の後に制定され、フォークランド諸島の住民にイギリスの市民権を与えた
- 1985年香港法
- 1990年イギリス国籍(香港)法 - 英国国籍(香港)甄選計画（英語版）を設立
- 1996年香港(軍人の妻及び寡婦)法
- 1997年イギリス国籍(香港)法
- 1999年養子縁組(国際事務)法
- 2002年イギリス海外領土法（英語版）
- 2002年国籍、移民及び亡命法（英語版）
- 2006年移民、亡命及び国籍法（英語版）
- 2009年国境、市民権及び移民法（英語版）

## 内容

### 国籍区分の変更
「連合王国及び植民地市民」（Citizenship of the United Kingdom and Colonies, CUKC）の区分は下記の3種類に変更された。
- イギリス市民（British citizenship）
- イギリス属領市民（British Dependent Territories citizenship, BDTC） - 後にイギリス海外領土市民に改称
- イギリス海外市民（英語版）

1962年イギリス連邦移民法以降、市民権がある者（すなわち、CUKC）でも在住権のある者とない者が混在したが、1981年イギリス国籍法では市民権と在住権の関係を定めた。すなわち、連合王国と王室属領（マン島とチャンネル諸島）に密接な関係を持つ人物であるイギリス市民（British citizenship）はイギリスの在住権も自動的に有するとした。イギリス属領市民とイギリス海外市民はイギリス国籍を有するものの、国籍により自動的に在住権も付与されることはない（移民法に基づき在住権を取得することはできる）。また、この変更によりイギリス市民以外の人物がイギリスの在住権を取得できなくなった（すでに在住権を取得した人物は引き続き在住権を保有する）。
野党期の保守党は1977年に庶民院議員エドワード・ガードナー率いる研究グループを設立し、国籍法改正についての報告を書きあげた。報告書『Who Do We Think We Are?』は1980年にグリーンペーパーとして発表され、国籍区分を3種類に変更するなどの提言が盛り込まれた。この提言は後に1981年イギリス国籍法に採用された。また、初期案ではイギリス市民とイギリス海外市民の2種類だけだったのが、イギリス属領政府からのロビー活動の結果「イギリス属領市民」が追加された。

### 出生地主義の変更
1981年イギリス国籍法以前の規定ではイギリス本国または植民地で生まれた人物は（外交官の子女と敵国人の子女など少数の例外を除いて）CUKCとしてイギリス国籍を与えられた（つまり、出生地主義である）。1981年イギリス国籍法の発効以降は少なくとも片親がイギリス市民またはイギリス属領市民であるか、イギリス本国または植民地で永住権を有する人物の場合にのみイギリス国籍を与えられた。
1981年イギリス国籍法の発効以降でもイギリス本国または植民地で生まれた人物の大半が出生とともにイギリス国籍を与えられた。イギリスで生まれたイギリス人以外の人物については特定の状況においてイギリスの市民権を取得できるよう定められた。

### 1971年移民法との関係
1981年イギリス国籍法第11条1項により、1983年1月1日に同法が発効する時点でイギリス市民になるには、1982年12月31日時点でCUKCであり、かつ1971年移民法に基づき在住権を有する必要がある。
第39条では1971年移民法における在住権に関する条項を修正し、祖父母の片方がイギリス国外のCUKCであることに基づき在住権を取得できるかについてより明確にした。

### その他
- イギリス臣民（英語版）（British subject）という区分が1949年以前のイギリス領インドとアイルランドへの関連によりイギリス国籍を有する人物のみ指すようになり、イギリス連邦市民（英語版）（Commonwealth citizen）の区分が新たに採用された。
- 王領植民地（Crown colony）はイギリス属領（British dependent territories）に改称された（後にイギリス海外領土（Britisih Overseas Territories）に再改称）。
- イギリス人と結婚した人物が結婚のみを理由にイギリス市民権を取得できなくなった。
- それまで父がイギリス市民である場合のみ子女もイギリス市民権が付与されたが、1981年イギリス国籍法により母がイギリス市民である場合にも子女がイギリス市民権を付与されるようになった（すなわち、片方がイギリス市民であればよい）。
- イギリス連邦とアイルランドの市民がイギリス市民に「登録」（registration）する権利は取り消され、代わりに帰化を申請するよう求められた。ただし、すでにイギリス臣民（British subject）であるアイルランド市民は登録によりイギリス市民権を取得する権利を維持した[4]。
- 1948年イギリス国籍法（英語版）では「植民地」（colonies）という語が使用されたとき、チャンネル諸島とマン島も含むと定めたが[5]、1981年イギリス国籍法では連合王国の一部として扱われた[6]。

一部移行期間が設けられた条項もあり、これらの移行期間の大半が発効から5年後の1987年12月31日に終結した。

## 批判
法改正の目的を1984年の英中共同声明に先立ち、イギリス領香港生まれの華人にイギリスの永住権を与えないようにするためであるとする批判があるが、香港出身の人物は1962年イギリス連邦移民法ですでに永住権が自動的に与えられないようになっており、この点は1981年イギリス国籍法で変更されたことではなかった。
また、イギリスで生まれた人物にイギリス市民権を自動的に与えなくなったことで批判されることもある。ただし、イギリス永住権のある人物の子女かつイギリス生まれの場合はイギリス市民権が与えられるので、実質的には「イギリスで生まれた、イギリス国民以外の人物を両親とする子女」にしか影響していない上、無国籍者に関する条項（第36条、附則2）も盛り込まれたため、実際には法改正への圧力は少ない。この法改正以降、オーストラリア（1986年）、アイルランド（2004年）、ニュージーランド（2005年）で同様の法改正が行われた。